# (1993) Guacolda
(1993) Guacolda (1968 OH1) ist ein Asteroid des Hauptgürtels, der am 25. Juli 1968 von H. Wroblewski, G. Plouguin und Juri A. Beljajew im Cerro El Roble-Observatorium entdeckt wurde.

## Benennung
Der Asteroid wurde nach der Frau des mapuchischen Kriegshäuptlings Lautaro im Arauco-Krieg benannt.